# وولفسان
وولفسان (انگلیسی: Wolfson) شرکت الکترونیک اسکاتلندی است، که در سال ۱۹۸۴ تأسیس شد.